# Asociación Amateurs de Football
L'Asociación Amateurs de Football (Associazione Dilettanti di Calcio, abbreviato in AAm) è stata una federazione argentina di calcio. Fu fondata il 22 settembre 1919 e si sciolse il 28 novembre 1926, in seguito alla fusione con la Asociación Argentina de Football.

## Storia
Dopo le prime partite della Copa Campeonato 1919, 13 squadre decisero di separarsi dalla Asociación Argentina de Football e formare una associazione indipendente, appunto la Asociación Amateurs de Football, che organizzò il suo primo campionato nel 1919, chiamandolo Primera División; il torneo iniziò il 28 settembre. Il primo campione della AAm fu il Racing Club, che ottenne il titolo con 6 punti di vantaggio sul Vélez Sarsfield. Il torneo venne disputato per altre sette edizioni, fino a che, il 28 novembre 1926, le due federazioni esistenti si fusero.

## Lista dei club fondatori[3]
- Atlanta
- Defensores de Belgrano
- Estudiantes
- Estudiantil Porteño
- Gimnasia La Plata
- Independiente
- Platense
- Racing Club
- River Plate
- San Isidro
- San Lorenzo
- Sportivo Barracas
- Tigre

## Presidenti[4]
- Juan Mignaburu (1919)
- Adrián Beccar Varela (1920-1926)

## Competizioni
- Primera División (AAm)